# Maria di Rohan
Maria di Rohan ist eine tragische Oper (Originalbezeichnung: „melodramma tragico“) in drei Akten von Gaetano Donizetti. Die Uraufführung fand am 5. Juni 1843 im Theater am Kärntnertor in Wien statt.

## Handlung

### Erster Akt
Saal des Louvre
Paris, zur Zeit Ludwigs XIII.: Maria di Rohan, eine gefeierte Kurtisane, bangt im Vorzimmer des Königs um ihren Gatten, den Herzog von Chevreuse, den Kardinal Richelieu wegen eines Duells – Duelle waren damals streng verboten – zum Tode verurteilt hat. Sie bittet ihren früheren Geliebten, den Grafen Chalais, der sie noch immer verehrt, bei König Ludwig XIII. die Begnadigung ihres Mannes zu erwirken, was diesem auch gelingt. Zuvor allerdings fordert er Armando di Gondì, einen jungen Kavalier, der sich über Marias Vergangenheit mokiert hat, zum Duell. Chevreuse, auf Chalais' Fürsprache begnadigt, stellt sich seinem Retter als Sekundant zur Verfügung. Maria aber hat sich wieder in Chalais verliebt, und die beiden nehmen ihre Beziehung wieder auf.

### Zweiter Akt
Ein Zimmer im Palast von Chalais
Chalais erwartet den Beginn des Duells in seinem Palais und schreibt einen Abschiedsbrief an Maria, den er seinem Diener Aubry aushändigt. Maria erscheint und warnt ihn vor Richelieu, der ihn beseitigen wolle und das bevorstehende Duell sicher als Anlass nutzen werde. Als Chevreuse eintritt, muss sich Maria vor ihrem Gatten verstecken. Dieser begibt sich zum Ort des Zweikampfes, während Chalais bei Maria bleibt, die ihn beschwört, das Duell abzusagen. Dann erfahren die beiden, dass Chevreuse sich bereit erklärt hat, sich anstelle des verspäteten Chalais mit Gondì zu schlagen.

### Dritter Akt
Saal im Haus von Chevreuse
Bei dem Duell wird Chevreuse leicht verletzt. Maria und Chalais suchen ihn in seinem Palais auf, während die Leute Richelieus nach Letzterem suchen. Chevreuse empfängt die beiden, ohne zu wissen, dass sie eine Affaire haben, und will Chalais bei der Flucht helfen. Chalais verschwindet, nicht ohne Maria zuzuflüstern, er werde sie in einer Stunde abholen. Doch in dieser Zeitspanne bringt De Fiesque, ein Häscher Richelieus, dem Herzog Chalais' Abschiedsbrief, so entdeckt dieser die Liebschaft seiner Frau mit seinem Lebensretter, für den er soeben im Duell sein Leben riskiert hatte. Heftige Eifersucht ergreift ihn. Maria, von Chevreuse zur Rede gestellt, gesteht unumwunden ihre Affaire mit Chalais.
Nach dem Ablauf der Stunde taucht Chalais wieder auf. Chevreuse fordert ihm zum Duell, abseits der Bühne kommt es zum Kampf. Zwei Schüsse fallen. Chevreuse erklärt den Leuten Richelieus, Chalais habe seinem Leben ein Ende gesetzt. Dann wirft er Maria vor, dies alles durch ihren freizügigen Lebenswandel verschuldet zu haben. Maria fällt auf die Knie und lässt ihrer Verzweiflung freien Lauf.

## Gestaltung

### Instrumentation
Die Orchesterbesetzung der Oper enthält die folgenden Instrumente:
- Holzbläser: Piccoloflöte, zwei Flöte, zwei Oboen (2. auch Englischhorn), zwei Klarinetten, zwei Fagotte
- Blechbläser: vier Hörner, drei Trompeten, drei Posaunen, Cimbasso, Ophikleide
- Pauken, Große Trommel
- Streicher

### Musik
Als eine seiner späten Opern gehört Donizettis Maria di Rohan zu seinen musikalisch reifsten Werken. Die schneidige Potpourri-Ouvertüre stellt die eingängigen Hauptthemen vor, die nachher, teils variiert, in Soli und Tutti wiederkehren. Die Motivik changiert zwischen elegischem, nachdenklichem Narrativ und virtuoser, pathetischer Koloratur. Die Arien, unter ihnen viele prototypische Meisterstücke des Belcanto, glänzen durch flüssige Melodik und strahlende Virtuosität. Kontrastreiche Dynamik, elegante Themenführung und zügige Tempi zeichnen diese Oper aus und bringen den resoluten Charakter der Heroine, übrigens die einzige Frauenrolle – Armando wird seit der Pariser Erstaufführung im Herbst 1843 in vielen Aufnahmen von einem weiblichen Alt gesungen –, sowie den straffen, energischen Gestus der Handlung eindrucksvoll zur Geltung.

## Werkgeschichte
Maria di Rohan ist Donizettis vierundsechzigste Oper. Erste Überlegungen Donizettis zu einer Oper über das Pariser Erfolgsstück von Lockroy, ein zeittypisches Melodram mit mehr oder weniger exaktem historischem Bezug, reichen bis ins Jahr 1837, als er den erprobten Librettisten Salvatore Cammarano um einen Text bat. Cammarano entwarf ein Libretto, das indessen zunächst von Giuseppe Lillo, allerdings mit geringem Erfolg, vertont wurde (Il conte di Chalais, 1839). Erst Anfang der 1840er Jahre griff Donizetti den Stoff auf und schrieb seine Oper Maria di Rohan.
Sie wurde am 5. Juni 1843 im Theater am Kärntnertor zu Wien uraufgeführt. Die Titelpartie sang Eugenia Tadolini, die beiden Protagonistenrollen Carlo Guasco (Riccardo) und Giorgio Ronconi (Enrico). Weitere Mitwirkende waren Friedrich Becker (Visconte di Suze), Michele Novaro (Armando di Gondì), Gustav Hölzel (De Fiesque), Anton Müller (Aubry) und Friedrich Baldewern (Vertrauter). Die Produktion wurde von der Wiener Kritik positiv aufgenommen.
In den folgenden zwanzig Jahren wurde die Oper in ganz Europa viel gespielt, bis der Stern Donizettis, wie der des Belcanto überhaupt, gegenüber Verdi, Wagner und Gounod verblasste. Erst gegen Ende des 20. Jahrhunderts fand Maria di Rohan neues Interesse und wurde mehrmals eingespielt.

## Historischer Hintergrund

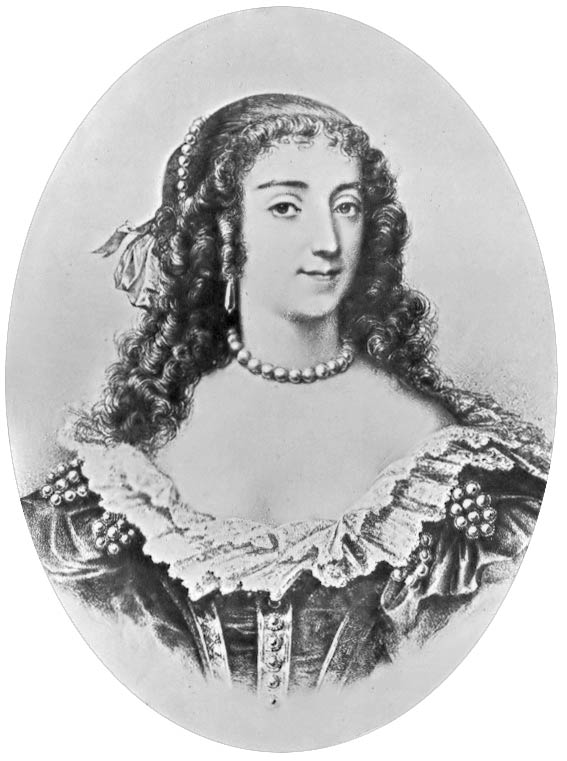
Marie de Rohan-Montbazon, das historische Vorbild der Heroine Donizettis

Marie de Rohan-Montbazon, duchesse de Chevreuse (1600–1679) war eine der berühmtesten, einflussreichsten und umstrittensten Kurtisanen ihrer Zeit. Auch der Herzog von Chevreuse (Claude de Lorraine aus dem Haus Guise) und der Graf Chalais (aus dem Haus Talleyrand-Périgord) sind historische Personen, wie auch über der ganzen Handlung der Schatten Richelieus und der Machtkämpfe am französischen Hof zur Zeit Ludwigs XIII. schwebt. Die politische Rahmenhandlung ist der Konflikt zwischen dem allmächtigen Kardinal und der Hofpartei, der sich besonders in der Duellproblematik konkretisiert: Richelieu hatte, im Zeichen der strikt rationalistischen Lehre vom staatlichen Gewaltmonopol, die tief in die kriegerisch-feudalen Gewohnheitsrechte der Aristokratie einschnitt, Zweikämpfe unter Todesstrafe gestellt und ließ Übertretungen unnachsichtig verfolgen.
Ebendieses Verbot wird in der Oper verletzt, und zwar ausgerechnet um einer Frau willen, die in ihrer Person die ganze Opposition gegen das rigide frühabsolutistische Regiment des Premierministers symbolisiert: als Spross einer hochadeligen Familie mit starkem legitimistischem Selbstbewusstsein, als stolze Gattin eines entlassenen Ministers und leidenschaftliche Geliebte eines oppositionellen Kavaliers und nicht zuletzt als Frau, die selbstbewusst und ohne Scheu ein gefühlsbetontes, sexuell freizügiges Leben führt und sich dabei weder durch sittlich-klerikale Konventionen noch durch politische Macht in die Schranken weisen lässt.
Die Oper Maria di Rohan steht in einer zeitgenössischen Tradition, die sich nach dem klassizistischen Empire-Stil wieder auf neuzeitliche Stoffe besann, aus welchen sie vor allem das Themengespann Ehre und Liebe in verschiedener Nuancierung immer wieder herausarbeitete. Beide Topoi stehen im Zentrum dieser schlanken, ungewöhnlich geradlinigen und pointierten Handlung, die die Auseinandersetzung mit dem Richelieu-Duell-Komplex etwa mit Victor Hugos Marion de Lorme (1829) gemeinsam hat.

## Aufnahmen
- Mariana Nicolesco, Giuseppe Morini, Paolo Coni, Tokyo Symphony Orchestra, Leitung: Massimo de Bernart. Nuovo Era 1988 (live).
- Edita Gruberová, Ottavio Arévalo, Ettore Kim, Radio-Symphonieorchester Wien, Leitung: Elio Boncompagni. Nightingale 1996 (live).
- Majella Cullag, Marco Di Felice, Salvatore Cordella, Orchestra Bergamo Festival, Leitung: Gregory Kunde. 2011 (DVD).